# Mesochorus oaxacae
Mesochorus oaxacae là một loài tò vò trong họ Ichneumonidae.